# Marie Brassard
Pour les articles homonymes, voir Brassard (homonymie).
 (juin 2017).
Si vous disposez d'ouvrages ou d'articles de référence ou si vous connaissez des sites web de qualité traitant du thème abordé ici, merci de compléter l'article en donnant les références utiles à sa vérifiabilité et en les liant à la section « Notes et références ».
Marie Brassard est une metteuse en scène et actrice canadienne née le 11 août 1959 à Trois-Rivières.

## Biographie
Après avoir travaillé en étroite collaboration avec Robert Lepage pendant plus de 15 ans au théâtre (La trilogie des dragons, Le polygraphe, Les sept branches de la rivière Ota, La trilogie Shakespeare et La géométrie des miracles) et au cinéma (Le polygraphe, NÔ), elle crée son premier spectacle solo, Jimmy, créature de rêve, en 2001, dans le cadre du Festival TransAmériques. L’immense succès remporté par cette œuvre l’incite à fonder sa propre compagnie de production, Infrarouge, dont elle assume la direction artistique et à amorcer une carrière solo. Depuis, travaillant en étroite collaboration avec des musiciens et artistes visuels, elle crée des spectacles aux atmosphères surréalistes où la vidéo, la lumière et le son occupent une place importante. 
Depuis Jimmy, il y a eu d’autres spectacles :  La noirceur (2003), Peepshow (2005), The Glass Eye (2007), L’invisible (2008), Moi qui me parle à moi-même dans le futur (2010), Trieste (2013), La fureur de ce que je pense (2013 et 2017), Peepshow (2015), La vie utile (2018), Introduction à la violence (2019), Eclipse (2020), pièces dans lesquelles elle poursuit ses expériences technologiques, en explorant les manières possibles d’utiliser le son et la lumière au théâtre. Ses pièces, proposées soit en langue française ou anglaise ont été présentées et accueillies chaleureusement dans une vingtaine de pays en Amérique, en Europe et en Australie, entre autres villes, à Paris, Bruxelles, Londres, Dublin et Berlin, à Vienne, Lisbonne et Madrid, à Milan, à Oslo et à Stockholm, à New York et à Mexico, ainsi qu’à Sydney et Melbourne, dans des endroits tels que le Théâtre de l’Odéon à Paris, le Studio de l’Opéra de Sydney en Australie, le Barbican Center à Londres, le Haus der Berliner Festspiele et la Sophiensaele à Berlin, le Halle G im Museums Quartier et le Brut im Künstlerhaus à Vienne et le Kulturhuset de Stockholm et le Malthouse, Merlyn Theatre à Melbourne .
En 2013, elle a signé un collage de textes de l’auteure Nelly Arcan, qu’elle a mis en scène à Espace GO, La fureur de ce que je pense, spectacle mettant en vedettes six actrices et une danseuse. Cette année-là, elle a revisité son solo Peepshow, mettant en scène l’actrice de cinéma Monia Chokri. 
Depuis quelques années, elle s’adonne également à la mise en scène et à la dramaturgie de la danse. Elle a créé un solo, L’absence, puis un spectacle en collaboration avec la chorégraphe et interprète Sarah Williams, Moving in this World, présenté en Espagne au festival Madrid en Danza. Elle a aussi collaboré à titre de dramaturge à la création du spectacle Les mêmes yeux que toi, avec la danseuse Anne Plamondon. Elle a dansé dans les créations de la chorégraphe Isabelle Van Grimde, Perspective Montréal et Le corps en question et travaillé et collaboré de différentes manières avec les danseuses et chorégraphes Anne Thériault, Sarah Williams, Anick Hamel, Jane Mappin, Isabelle Van Grimde, Karine Denault et Dana Gingras.
Elle fait aussi du cinéma et a joué sous la direction, entre autres, des réalisateurs Robert Lepage, Karl Lemieux, Michael Winterbottom, Daniel McIvor, Sophie Deraspe, Philippe Falardeau, Stéphane Lafleur, Mathieu Denis, Denis Côté, Guy Maddin et Ryan McKenna.
En juin 2016, elle est nommée Compagne de l’Ordre des arts et des lettres du Québec.  
Elle est directrice artistique de la compagnie de production Infrarouge.
En novembre 2022, elle reçoit le prix Siminovitch « pour souligner l’ensemble de sa carrière »

## Théâtre
- La Trilogie des dragons
- Le Polygraphe
- Les sept branches de la rivière Ota
- La Trilogie Shakespeare
- La Géométrie des miracles
- Jimmy
- La noirceur
- Peepshow
- L'Invisible
- Moi qui me parle à moi-même dans le futur
- La fureur de ce que je pense
- Trieste
- Peepshow (2015)
- La vie utile
- Introduction à la violence
- Eclipse

## Filmographie
- 1997 : Le Polygraphe
- 1998 : Nô
- 2000 : Rédemption (The Claim)
- 2001 : La Loi du cochon
- 2002 : Past Perfect
- 2004 : Le Bonheur c'est une chanson triste
- 2006 : Congorama
- 2007 : Continental, un film sans fusil
- 2008 : Babine
- 2008 : Cadavres
- 2009 : Les Signes vitaux de Sophie Deraspe : Céline Girandau
- 2009 : Les Grandes Chaleurs
- 2012 : Ésimésac
- 2013 : Vic+Flo ont vu un ours de Denis Côté : Marina St-Jean/Jackie
- 2014 : Corbo
- 2014 : Roberta
- 2015 : La chambre interdite
- 2015 : Le cœur de madame Sabali
- 2019 : La Femme de mon frère de Monia Chokri
- 2019 : Le Vingtième Siècle de Matthew Rankin
- 2022 : Viking de Stéphane Lafleur : Christiane Comte
- 2023 : Vampire humaniste cherche suicidaire consentant de Ariane Louis-Seize